# Krzczonów (Świdnica)
Krzczonów (deutsch Weiß Kirschdorf, veraltet auch Dürr Kirschdorf) ist ein Ort in der Landgemeinde Świdnica (Schweidnitz) im Powiat Świdnicki der Woiwodschaft Niederschlesien in Polen.

## Lage
Krzczonów liegt etwa 11 Kilometer östlich der Kreisstadt Świdnica (Schweidnitz) und 48 Kilometer südwestlich von Breslau.

## Geschichte
Weiß Kirschdorf entstand im Zuge der Ostkolonisation durch deutsche Siedler. Als Gründer wird ein Graf Christian der Weiße vermutet, der 1290 an die Stadt Schweidnitz Land verkaufte. Weitere Besitzer waren: 1587 George Peterswalde, 1594 Hans von Strachwitz, 1610 der Landschreiber Wenzel von Forchtenau, 1619 Heinrich von Niemitz, 1620 Niklas von Rohr, 1663 Frau Anna von Prizelwitz (im späteren Kreis Trebnitz), 1733 Hans Christoph von Hochberg und Buchwald, darauf Ernst Friedrich von Hochberg und schließlich die Gemahlin des Kammerherrn Hans Christoph von Hochberg.
Nach dem Ersten Schlesischen Krieg 1742 fiel Weiß Kirschdorf an Preußen und wurde in den Kreis Schweidnitz eingegliedert. 1785 zählte das Dorf ein Vorwerk, vier Gärtner, neun Häuslerstellen und 114 Einwohner. Evangelisch war Weiß Kirschdorf zur Friedenskirche Schweidnitz gepfarrt. 1894 wurde aus den Landgemeinden Goglau und Weiß Kirschdorf der  Amtsbezirk Goglau gebildet. Davor (seit 1874) gehörte Weiß Kirschdorf zum Amtsbezirk Käntchen.
Als Folge des Zweiten Weltkriegs fiel Weiß Kirschdorf mit dem größten Teil Schlesiens 1945 an Polen. Nachfolgend wurde es durch die polnische Administration in Krzczonów umbenannt. Die deutschen Einwohner wurden, soweit sie nicht schon vorher geflohen waren, vertrieben. Die neu angesiedelten Bewohner stammten teilweise aus Ostpolen, das an die Sowjetunion gefallen war.